# 2539 Ningxia
2539 Ningxia eller 1964 TS2 är en asteroid i huvudbältet som upptäcktes den 8 oktober 1964 av Purple Mountain-observatoriet i Nanjing, Kina. Den är uppkallad efter den autonoma regionen Ningxia i Kina.
Asteroiden har en diameter på ungefär 3 kilometer.